# Eutyches (imię)
Eutyches, Eutychiusz – imię męskie pochodzenia greckiego. Wywodzi się od greckiego imienia Ευτυχιος (Eutychios), które powstało od greckiego ευτυχης (eutyches) "ten, któremu fortuna sprzyja". Imię to nosiło wielu świętych. Damski odpowiednik tego imienia to Eutychia.
Eutyches, Eutychiusz imieniny obchodzą 14 marca, 25 marca, 23 maja, 2 lipca, 24 sierpnia, 19 września i 5 października.
Zobacz też: Eutychiusz

## Osoby noszące imię Eutyches
- Eutyches – archimandryta klasztoru w Konstantynopolu, twórca monofizytyzmu